# Seznam států EU podle ekonomických ukazatelů
Seznam států EU podle ekonomických ukazatelů jsou členské státy Evropské unie seřazené podle „velikosti“ ekonomiky.

## Seznam států EU podle ekonomických ukazatelů
Zelenou barvou jsou vyznačeny hodnoty přesahující průměr EU, červenou barvou hodnoty podprůměrné. Zvýrazněny jsou nejvyšší a nejnižší hodnoty v každém sloupci.
Údaje o hrubém domácím produktu (HDP) a HDP podle parity kupní síly (PPP) pocházejí z publikace World Economic Outlook Mezinárodního měnového fondu z dubna 2013, další údaje jsou z Eurostatu.
| Členský stát  | HDP mld. USD (2012) | HDP v % EU (2012) | růst HDP % (2012) | HDP na hlavu podle PPP v Int$ (2012) | státní dluh % HDP (2012) | přebytek (+) schodek (-) % HDP (2012) | roční inflace % (2017) | nezaměst- nanost % (květen 2018) |
| ------------- | ------------------- | ----------------- | ----------------- | ------------------------------------ | ------------------------ | ------------------------------------- | ---------------------- | -------------------------------- |
| Evropská unie | 16 584,0            | 100,0 %           | -0,3              | 32 021                               | 85,3                     | -4,0                                  | 1,7                    | 6,9                              |
| Německo       | 3 400,6             | 20,5 %            | 0,7               | 39 028                               | 81,9                     | 0,2                                   | 1,7                    | 3,4                              |
| Francie       | 2 608,7             | 15,7 %            | 0,0               | 35 548                               | 90,2                     | -4,8                                  | 1,2                    | 9,1                              |
| Itálie        | 2 014,1             | 12,1 %            | -2,4              | 30 136                               | 127,0                    | -3,0                                  | 1,3                    | 10,5                             |
| Španělsko     | 1 352,1             | 8,2 %             | -1,4              | 30 557                               | 84,2                     | -10,6                                 | 2,0                    | 15,4                             |
| Nizozemsko    | 773,1               | 4,7 %             | -0,9              | 42 194                               | 71,2                     | -4,1                                  | 1,3                    | 3,9                              |
| Švédsko       | 526,2               | 3,2 %             | 0,8               | 41 191                               | 38,2                     | -0,5                                  | 1,9                    | 6,1                              |
| Polsko        | 487,7               | 2,9 %             | 2,0               | 20 592                               | 55,6                     | -3,9                                  | 1,6                    | 3,7                              |
| Belgie        | 484,7               | 2,9 %             | -0,2              | 37 883                               | 99,6                     | -3,9                                  | 2,2                    | 6,0                              |
| Rakousko      | 398,6               | 2,4 %             | 0,8               | 42 409                               | 73,4                     | -2,5                                  | 2,2                    | 4,7                              |
| Dánsko        | 313,6               | 1,9 %             | -0,6              | 37 657                               | 45,8                     | -4,0                                  | 1,1                    | 5,1                              |
| Finsko        | 250,1               | 1,5 %             | -0,2              | 36 395                               | 53,0                     | -1,9                                  | 0,8                    | 7,6                              |
| Řecko         | 249,2               | 1,5 %             | -6,4              | 24 505                               | 156,9                    | -10,0                                 | 1,1                    | 19,3                             |
| Portugalsko   | 212,7               | 1,3 %             | -3,2              | 23 385                               | 123,6                    | -6,4                                  | 1,6                    | 7,0                              |
| Irsko         | 210,4               | 1,3 %             | 0,7               | 41 921                               | 117,6                    | -7,6                                  | 0,3                    | 5,8                              |
| Česko         | 196,1               | 1,2 %             | -1,3              | 27 191                               | 45,8                     | -4,4                                  | 2,4                    | 2,3                              |
| Rumunsko      | 169,4               | 1,0 %             | 0,3               | 12 808                               | 37,8                     | -2,5                                  | 1,1                    | 4,2                              |
| Maďarsko      | 126,9               | 0,8 %             | -1,7              | 19 638                               | 79,2                     | -1,9                                  | 2,4                    | 3,6                              |
| Slovensko     | 91,9                | 0,6 %             | 2,0               | 24 249                               | 52,1                     | -4,3                                  | 1,4                    | 6,9                              |
| Lucembursko   | 56,7                | 0,3 %             | 0,2               | 79 785                               | 20,8                     | -0,8                                  | 2,1                    | 5,2                              |
| Bulharsko     | 51,0                | 0,3 %             | 0,8               | 14 312                               | 18,5                     | -0,8                                  | 1,2                    | 5,0                              |
| Slovinsko     | 45,6                | 0,3 %             | -2,3              | 28 195                               | 54,1                     | -4,0                                  | 1,6                    | 5,6                              |
| Litva         | 42,2                | 0,3 %             | 3,6               | 21 615                               | 40,7                     | -3,2                                  | 3,7                    | 5,8                              |
| Lotyšsko      | 28,4                | 0,2 %             | 5,6               | 18 255                               | 40,7                     | -1,2                                  | 2,9                    | 7,7                              |
| Kypr          | 23,0                | 0,1 %             | -2,4              | 27 086                               | 85,8                     | -6,3                                  | 0,7                    | 8,1                              |
| Estonsko      | 21,9                | 0,1 %             | 3,2               | 21 713                               | 10,1                     | -0,3                                  | 3,7                    | 5,0                              |
| Malta         | 8,7                 | 0,1 %             | 0,8               | 27 022                               | 72,1                     | -3,3                                  | 1,3                    | 3,9                              |